# Mahurea palustris
Espèce
Synonymes
Selon INPN (09 mars 2022) :
- Bonnetia meridionalis Sw., 1800 [nom. illeg. superfl.]
- Bonnetia palustris (Aubl.) J.F.Gmel., 1791
- Mahurea palustris var. palustris Aubl., 1775
- Mahurea palustris var. typica Wawra, 1886

Mahurea palustris est une espèce de plantes à fleurs de la famille des Calophyllaceae (anciennement des Clusiaceae, des Bonnetiaceae, ou  des Theaceae), et qui est l'espèce type du genre Mahurea Aubl..
C'est un arbre endémique du plateau des Guyanes. Il est connu en Guyane sous les noms de Bois de vin (Créole), Atit kamwi (Palikur).

## Description

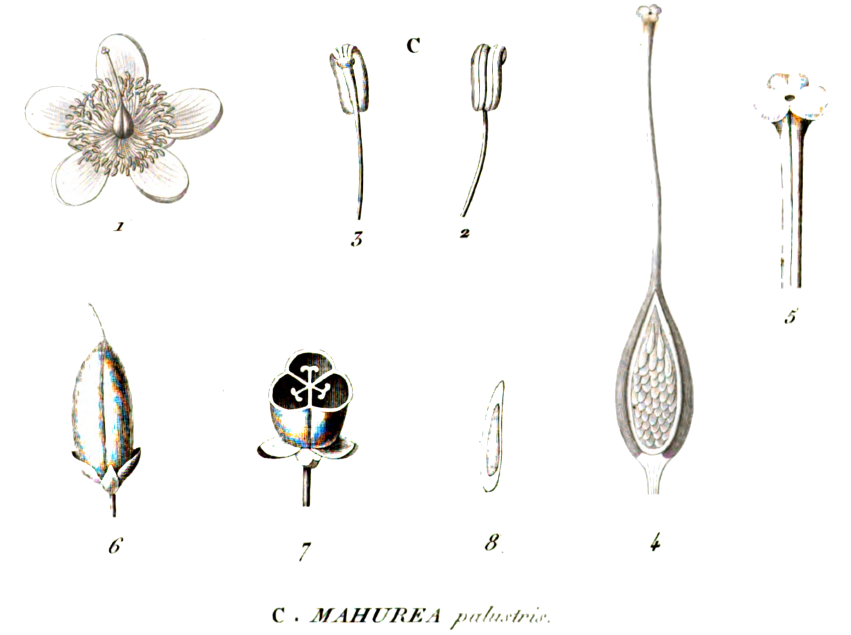
C. Mahurea palustris. : Fleur de grandeur naturelle. - 2. Anthère vue par devant. - 3. La même vue par derrière. - 4. Pistil dont la partie inférieure a été coupée longitudinalement, afin de faire voir la position et la forme des ovules. - 5. Stigmate très-grossi. - 6. Capsule légèrement grossie. - 7. La même coupée transversalement. - 8. Graine n'ayant point encore atteint un degré parfait de maturité, terminée à ses deux extrémités, par un prolongement membraneux et entier. par Jacques Cambessèdes (1828)

Mahurea palustris est un arbre ou un arbuste atteignant 10 m de haut, à jeunes branches glabres. Sa sève a un goût brûlant.
Son bois est de couleur brun violacé foncé, mi-lourd (densité : 0,80), avec un grain fin. On compte de très nombreux vaisseaux (45 par mm2 environ), plutôt fins (90 µm), souvent accolés radialement par 2 à 4,.
Les pétioles sont longs de 0,9 à 1,5 cm.
On observe 2 petites stipules.
Les feuilles sont longues de 11-20 cm pour 3,5-12 cm de large, chartacées à subcoriacées, glabres, de forme largement lancéolée, obtuse ou ovale, arrondie et parfois brièvement apiculées, o base arrondie à obtuse.
Les nervures secondaires divergent presque à angle droit de la nervure médiane.
L'inflorescence est un épi terminal, long de 25 cm, de couleur purpurine, presque glabres, comportant 8-30 fleurs (parfois groupées par 2-3).
Le pédoncule des fleurs porte 3 écailles pubérulentes, longues de 2 mm : une bractée à l'aisselle, et 2 bractéoles latérales opposées.
Le bouton floral est de forme ellipsoïde.
Les sépales sont densément pubescents, onguiculés, de forme aiguë, arrondie à obtuse, et inégaux : les 3 extérieurs sont longs de 4-5 mm, et les 2 intérieurs de 6-8 mm.
Les pétales sont de couleur rose, densément tomentellés à l'extérieur, de forme elliptique ou spatulée, atteignant jusqu'à 1,5 cm de long.
On compte (120-)150-180 étamines, avec les filets blancs, longs d'environ 7 mm, les anthères jaunes, atteignant jusqu'à 1,5 mm de long, et une glande large d'environ 0,5 mm.
L'ovaire est glabre, de forme ovoïde à oblongue, avec le style rose, et le stigmate creux.
Son fruit est une capsule à 3 valves et 3 loges, roussâtre, membraneuse, surmontée du style persistant, atteignant jusqu'à 1,5-2 x 0,9 cm, et contenant de nombreuses graines noires,.

## Répartition
Mahurea palustris est endémique du plateau des Guyanes, présent au Suriname, en Guyane (zone côtière), et au Brésil (Amazonas, Roraima).

## Écologie
Mahurea palustris est un arbre commun en Guyane, poussant dans les forêts humides secondaire et ancienne, les lisières forestières, les zones humides de Guyane et les forêts submontagnardes sempervirentes du Roraima.
Mahurea palustris est occasionnellement l'hôte des fourmilières arboricoles de Azteca chartifex et Dolichoderus bidens, ainsi que des guêpes Protopolybia emortualis (Epiponini),.
Mahurea palustris perd ses feuilles au mois d'août en Guyane.

## Utilisation
Mahurea palustris entre dans la composition d'un poison de guerre Palikur : le latex abondant de Hura crepitans est mélangé à de l'eau de roucou, bouilli, jusqu'à devenir pâteux, l'on y ajoute alors la sève de Mahurea palustris, et l'on enduit cette préparations sur les pointes de flèche lancéolée.
La durabilité du bois de Mahurea palustris a été testée (perte de masse calculée à 6 mois : 20,0 ; perte de masse relative par rapport à l’espèce de référence non durable : 55,1% ; Densité à 12% d'humidité : 0,60 ; infraDensité : 0,48 ).
On a isolé dans les feuilles de Mahurea palustris 5 dérivés originaux d'acyl-phloroglucinol (les mahuréones A−E (1, 3−6) ), qui présentent de propriétés inhibitrices sur l'ADN polymérase β humaine,

## Protologue

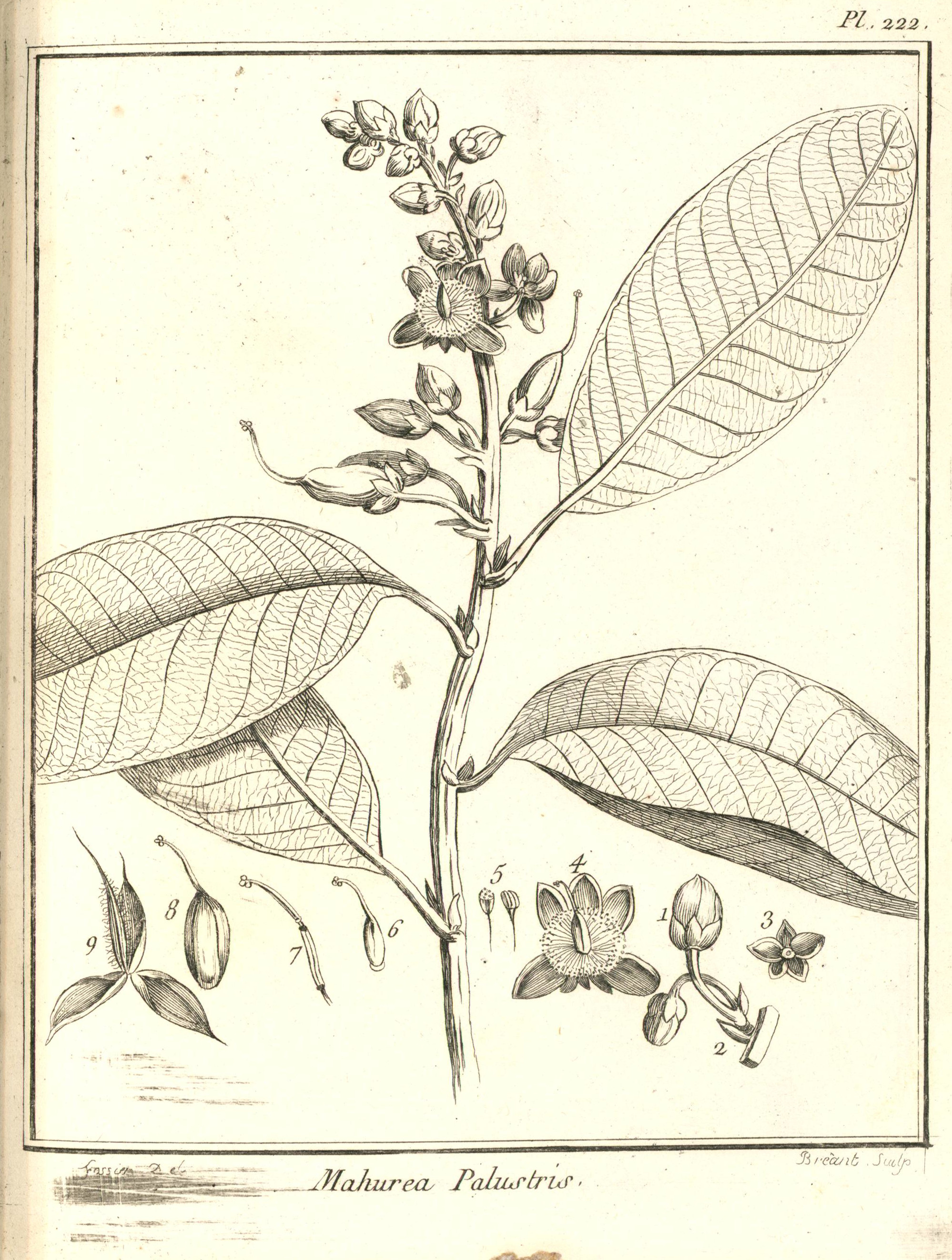
Mahurea palustris par Aublet (1775)
Planche 222. - 1. Bouton de fleur. - 2. Écailles. - 3. Calice. - 4. fleur épanouie. - 5. Étamines ſéparées. - 6. Ovaire, Style, Stigmate. - 7. Axe. qui porte le ſtyle. - 8. Capſule. - 9. Capſule ouverte en trois valves. Placenta garni de ſemences.

En 1775, le botaniste Aublet propose le protologue suivant : 

« MAHUREA (paluſtris). (Tabula 222.)
Arbor trunco quindecim-pedali, in ſumitate ramoſo ; ramis erectis. Folia alterna, petiolata, glabra, ovata, integerrima. Stipulæ binæ, parvæ, ad exortum petiolorum. Flores in ſpicâ terminali vei ſolitarii, vel bini, vel ternatím diſpoſiti. Flores ſolitarii, pedunculati. Squamulæ tres ; una ex axillâ pedunculi, binæ aliæ ex lateribus, hínc & indè.
Flores bini vel terni, pedunculati, pedunculo communi ad baſim ſquamulâ munito. Color ſpicæ & florum purpureus. Capsula ovata, ſtylo non deciduo terminata.
Florebat Auguſto, fructum ferebat Octobri.
Habitat in locis paludoſis Caïennæ & Guianæ.

LE MAHURI aquatique. (Plance 222.)
Le tronc de cet arbre s'élève a environ quinze pieds, ſur ſept à huit pouces de diamètre. Son écorce eſt liſſe, rouſſâtre. Son bois eſt blanc, peu compacte. Il pouſſe a l'on ſommet pluſieurs branches longues, droites, chargées de rameaux qui ſont garnis de feuilles alternes, entières, vertes, liſſes & ovales. leur pédicule eſt convexe en deſſous, & creuſé en gouttiere en deſſus; il eſt accompagné a ſa naiſſance de deux stipules oppoſées; 4es plus grandes feuilles ont ſept pouces de longueur, ſur deux & demi de largeur. 
Les fleurs naiſſent à l'extrémité des branches & des rameaux ; elles ſont rangées & diſpoſées alternativement une, deux ou trois enſemble. Le pédoncule de chaque fleur eſt garni a ſa baſe d'une Écaille, & de deux plus petites latérales & oppoſées. Lorſque deux ou trois fleurs ſont ſur un pédoncule commun, ce pédoncule porte à ſa baſe une écaille. Tout l'épi eſt de couleur purpurine. 
Le calice eſt d'une ſeule pièce, diviſé profondément en cinq parties fermés, concaves & aiguës, dont deux plus grandes, & trois plus petites. 
La corolle eſt à cinq pétales attaches pat un onglet au fond du calice ; les pétales ſont aigus, concaves ; trois ſupérieurs rélevés, deux inférieurs plus grands, écartés & inclinés. 
Les étamines ſont en grand nombre. On en compte juſqu'à 170 ; elles ſont placées au deſſous de l'ovaire. Les filets ſont blancs. Les anthères ſont jaunes, à deux bourſes, marquées de quatre ſillons longitudinaux. 
Le piſtil eſt un ovaire oblong, ſurmonté d'un style couleur de chair, coude, & terminé par un stigmate creux, à trois angles obtus. 
L'ovaire devient une capsule rouſſâtre, membraneuſe, ſèche, qui conſerve le ſtyle. Elle eſt à trois loges & à trois valves ; chaque valve forme une loge, qui s'ouvre du côte ou elle eſt attachée a l'axe qui porte le ſtyle. Cet axe a trois placenta chargés d'un grand nombre de semences oblongues, noires, couvertes d'une membrane dorée, & couchées les unes ſur les autres. 
Cet arbre croît dans les lieux marécageux de l'île de Caïenne & de la Guiane. 
Je l'ai trouvé à Aroura dans les marécages qui dépendent de l'habitation de Madame Bertier, & dans l'île de Caïenne au bas du jardin, de Madame Dubilly. 
II étoit en fleur au mois d'Août, & en fruit au mois d'Octobre. »

— Fusée-Aublet, 1775.

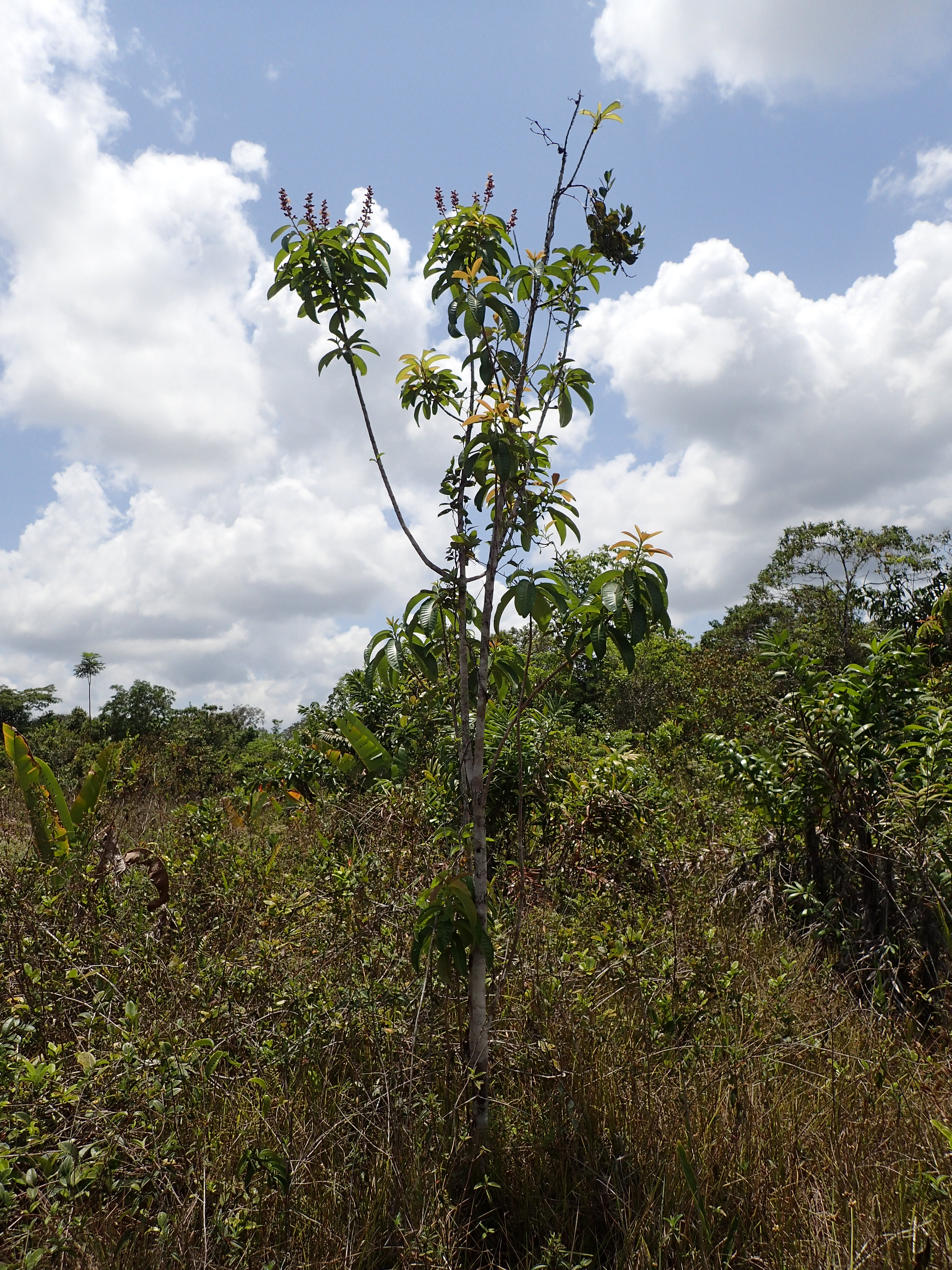
Jeune pied de Mahurea palustrisi  dans une savane proche du bagne des Annamites de Montsinéry (Guyane)
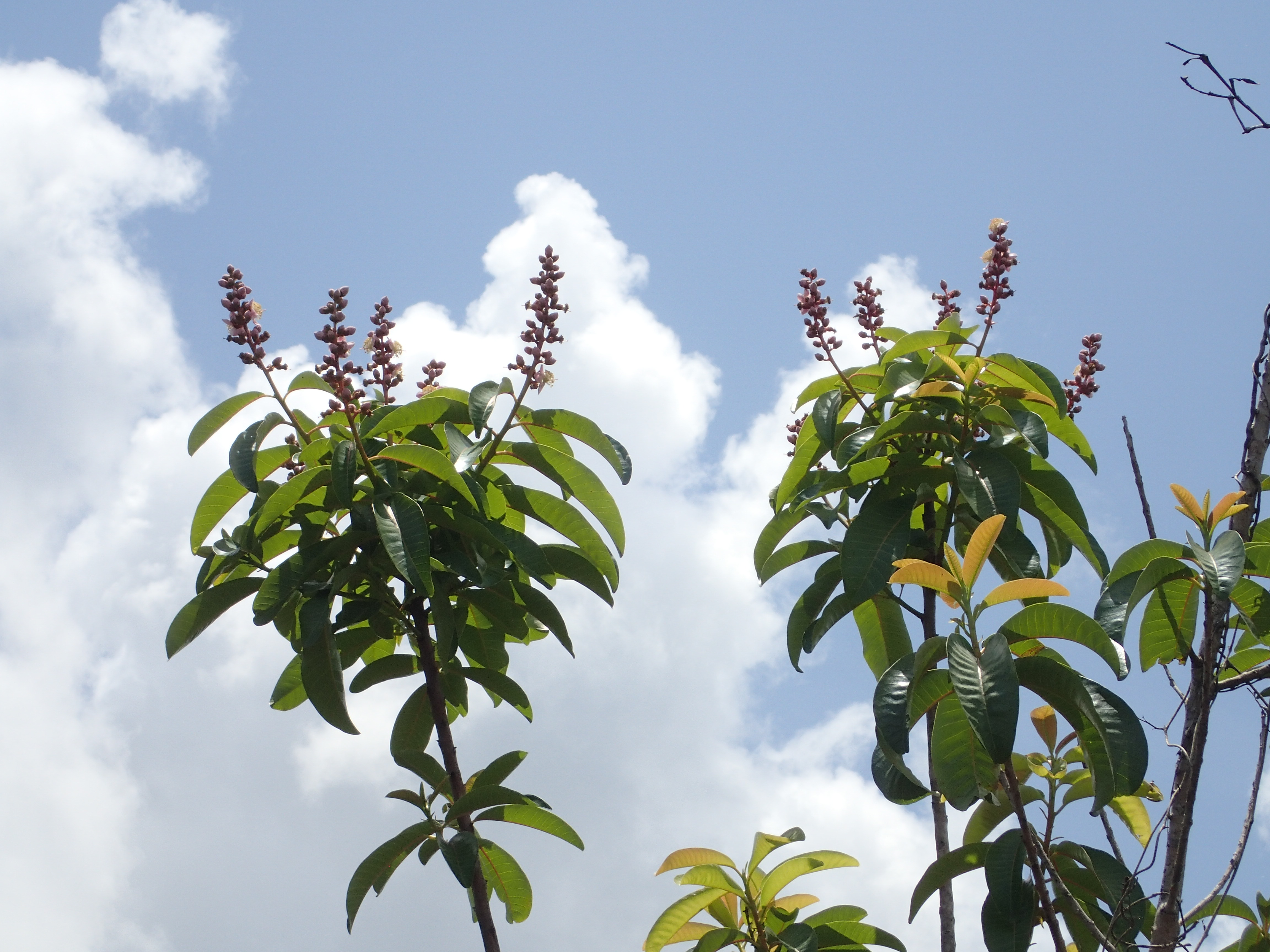
Rameaux fleuris de Mahurea palustrisi.
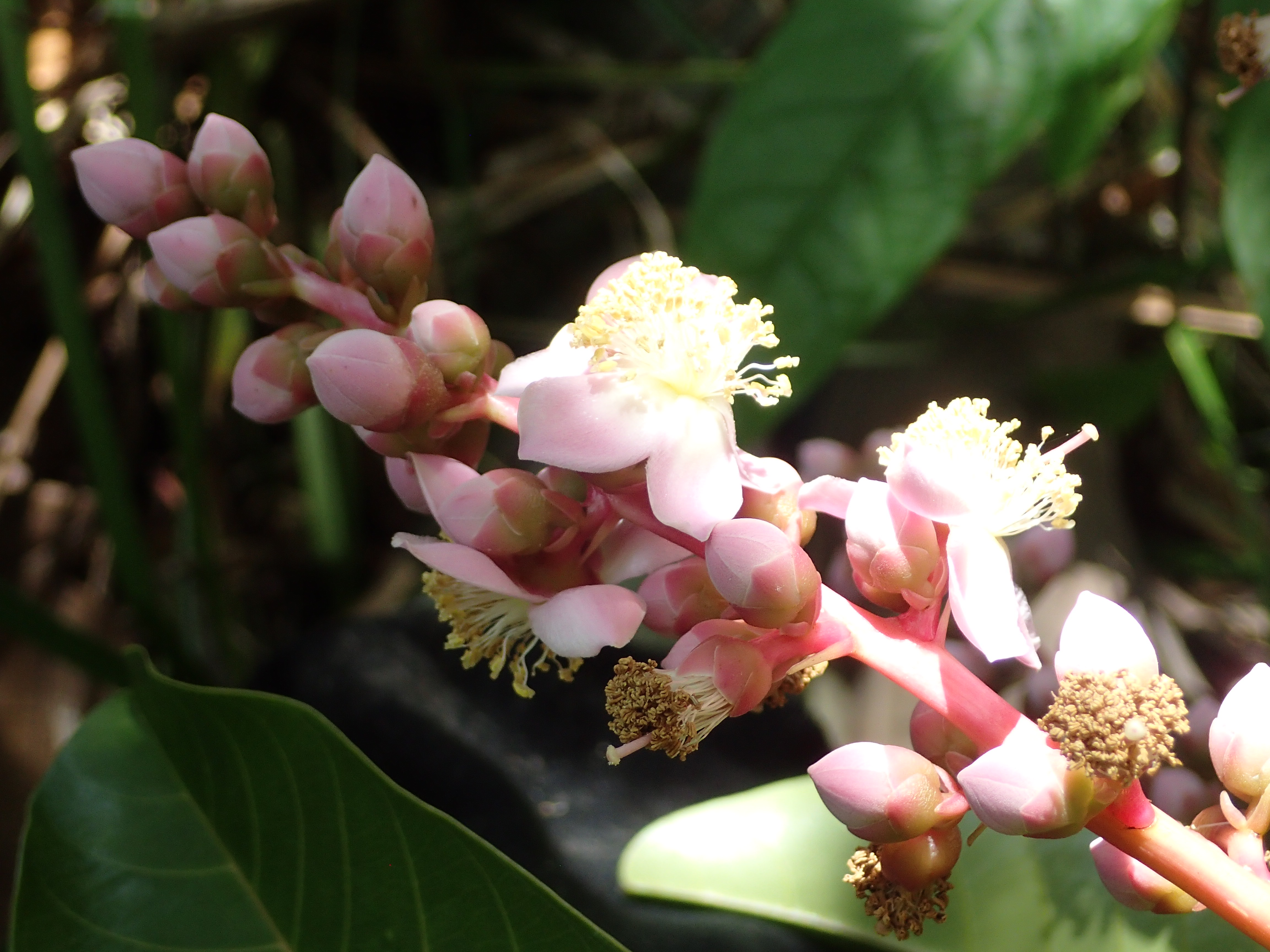
Inflorescence de Mahurea palustrisi.
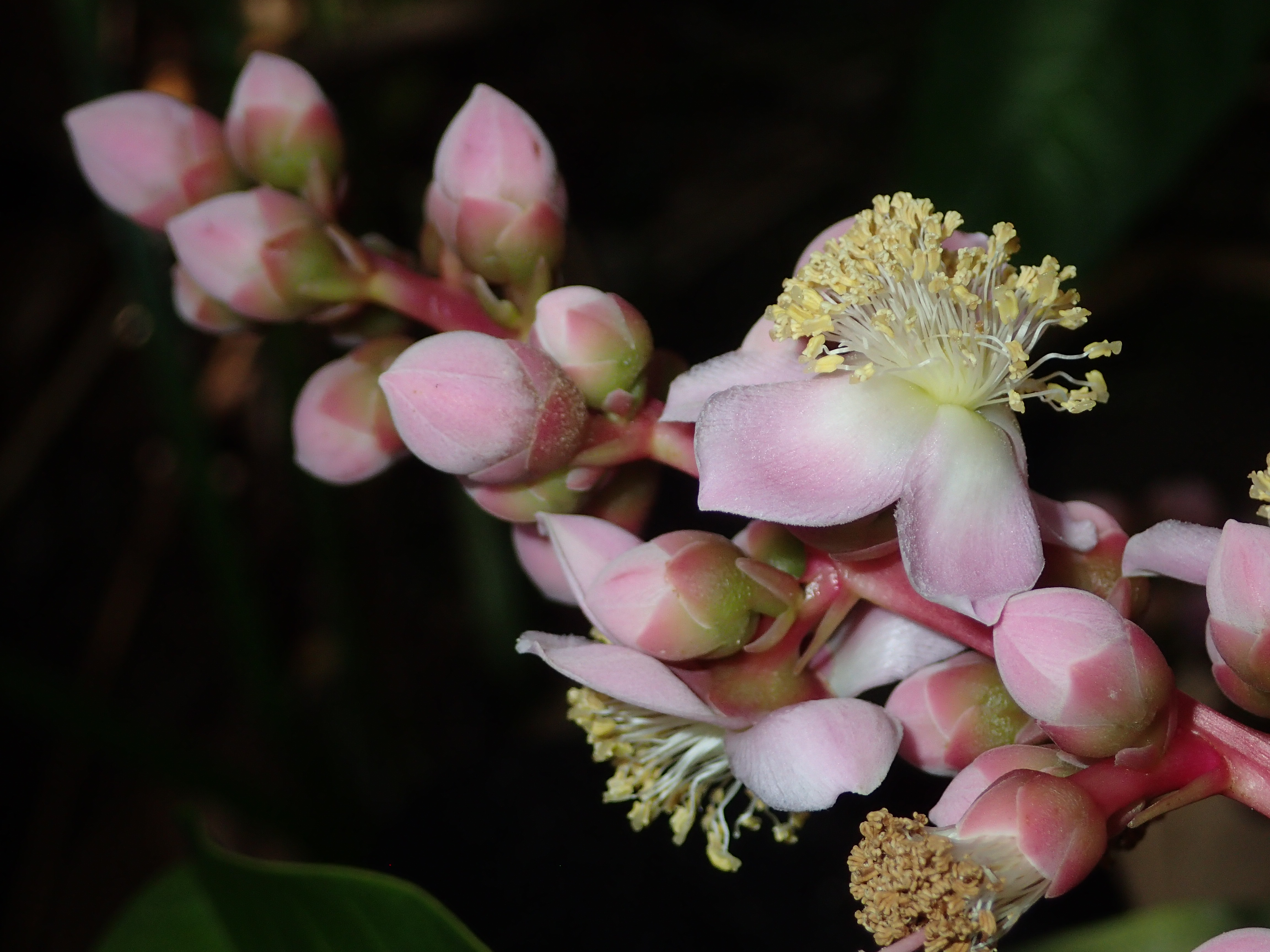
Inflorescence de Mahurea palustrisi.
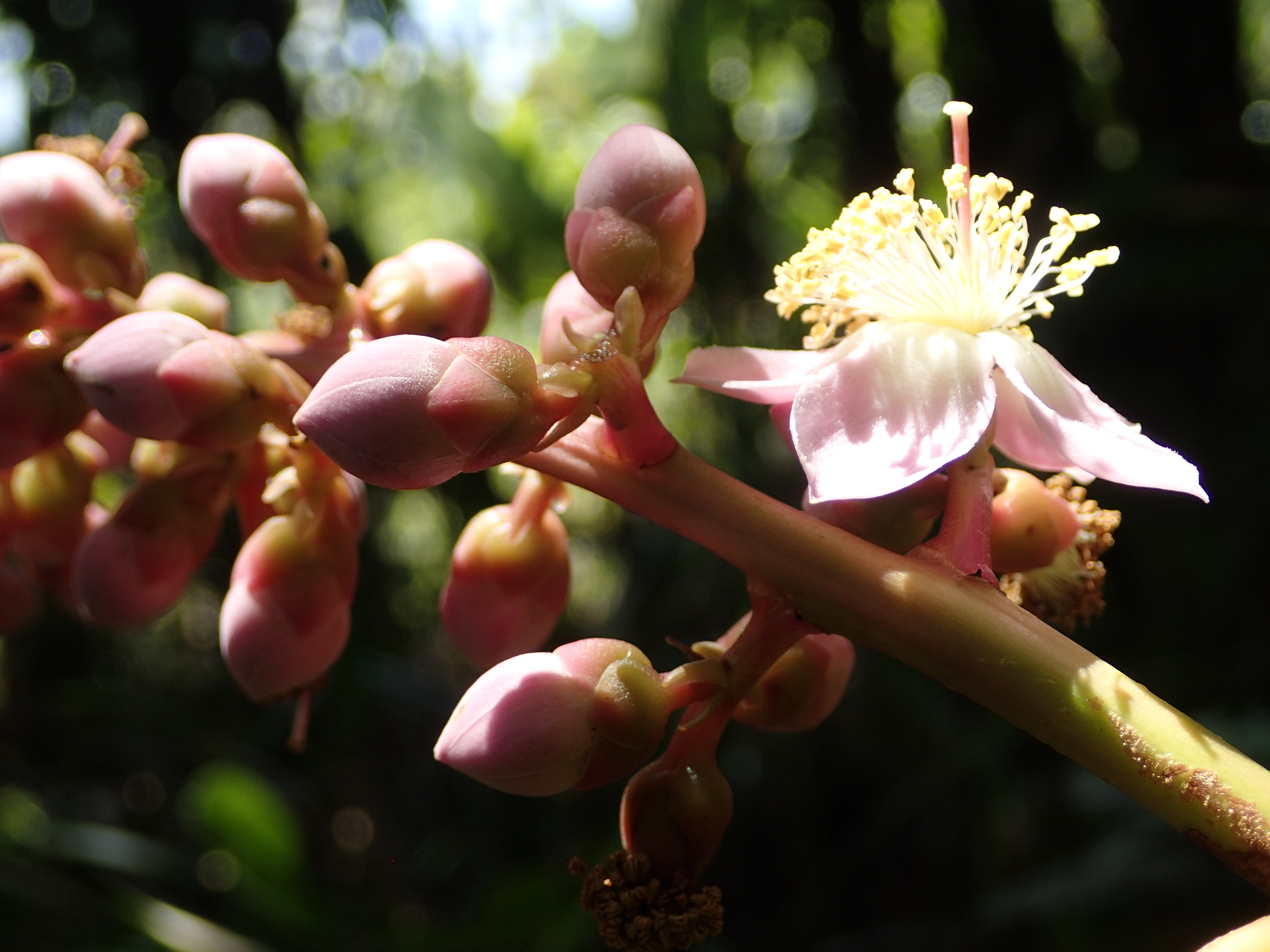
Inflorescence de Mahurea palustrisi.
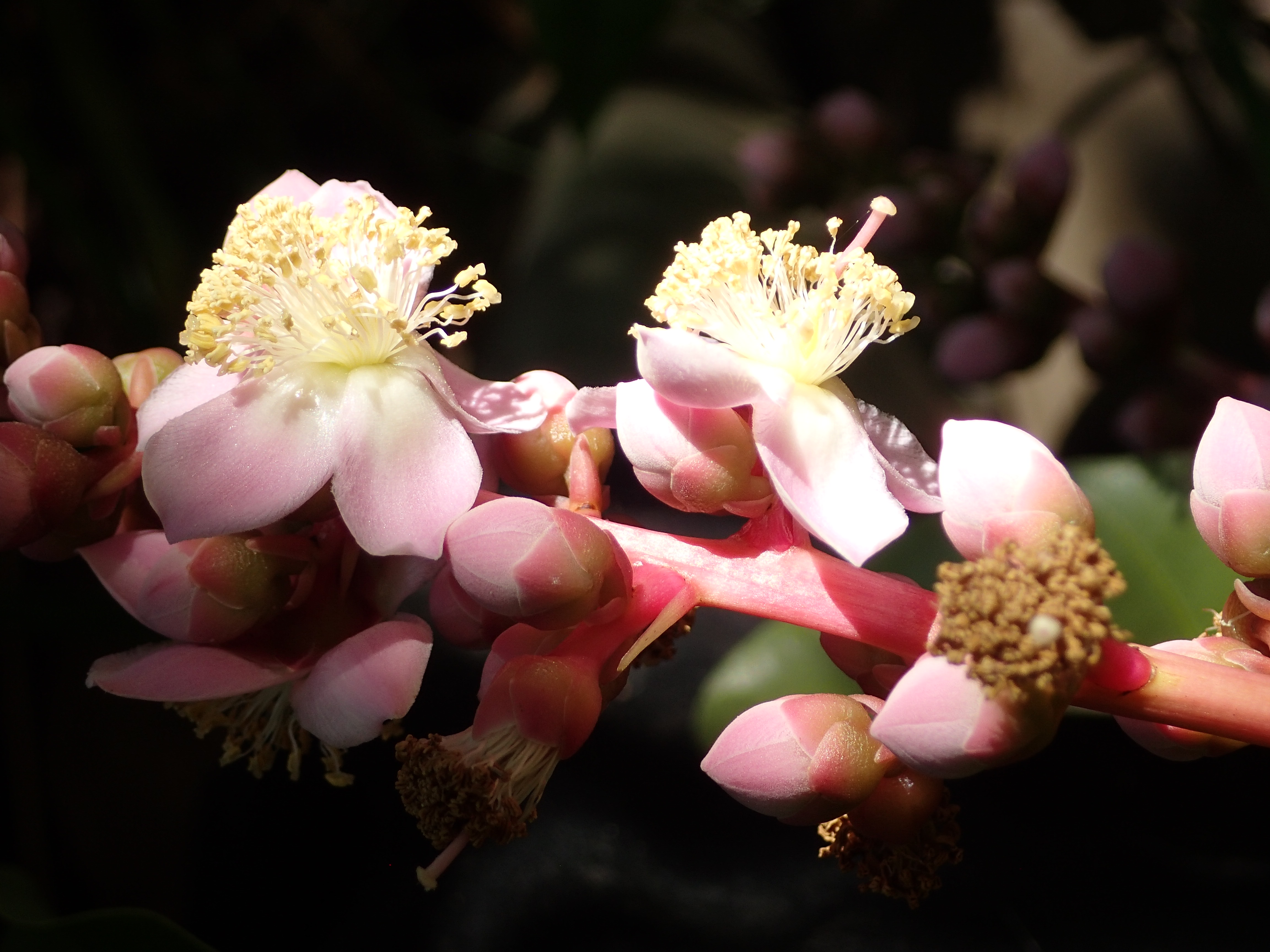
Inflorescence de Mahurea palustrisi.
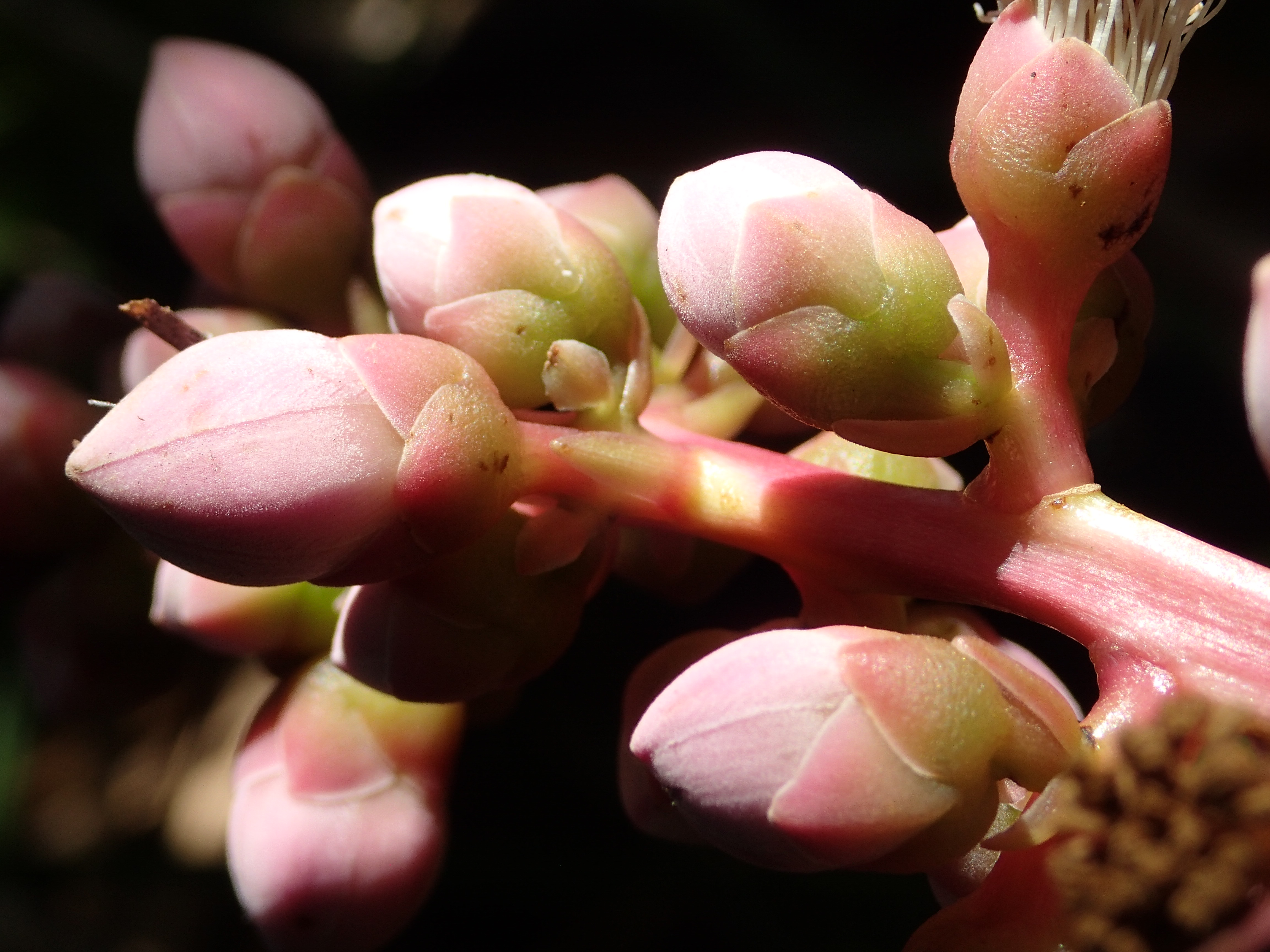
Inflorescence de Mahurea palustrisi.
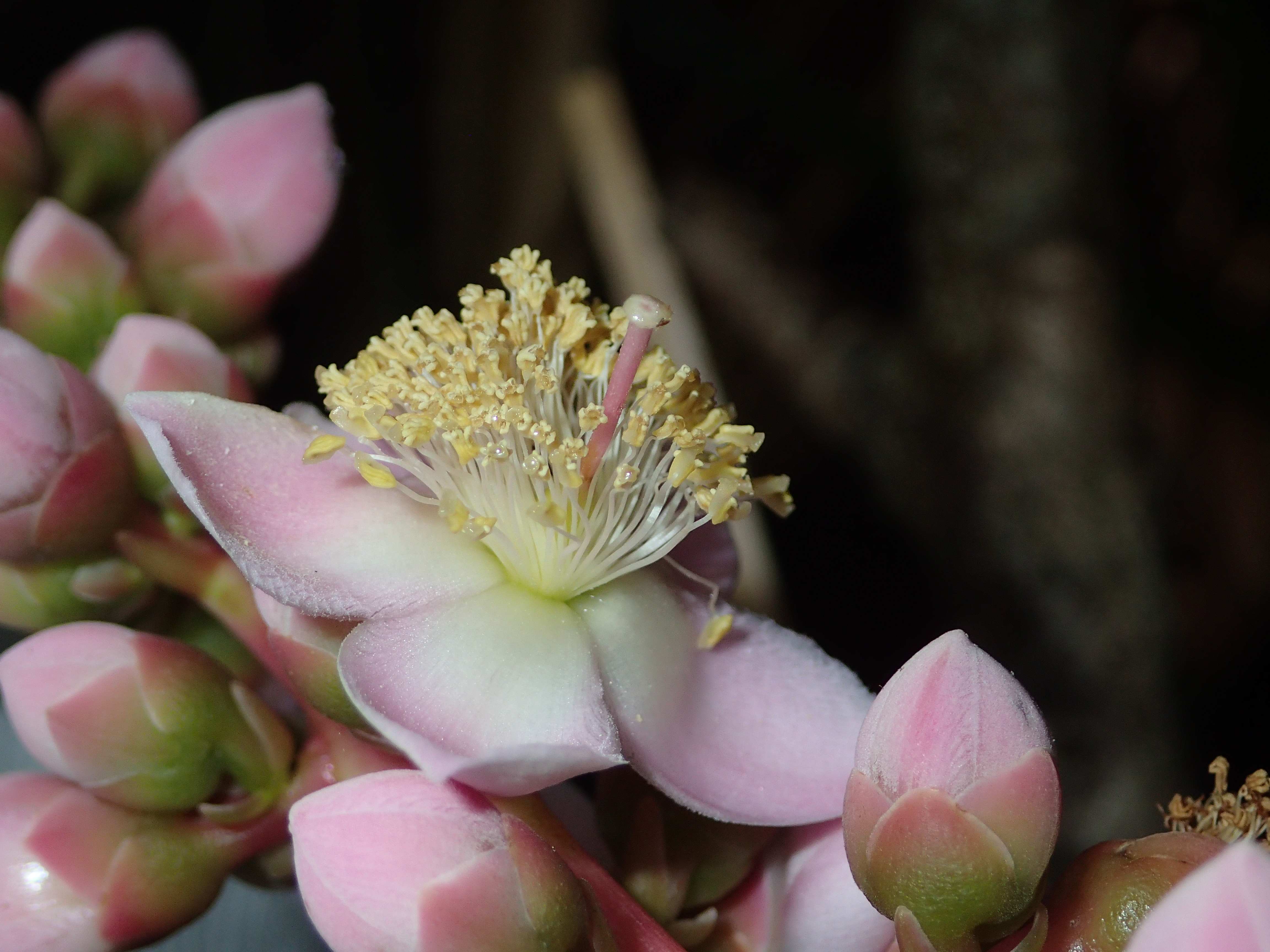
Fleur de Mahurea palustrisi.
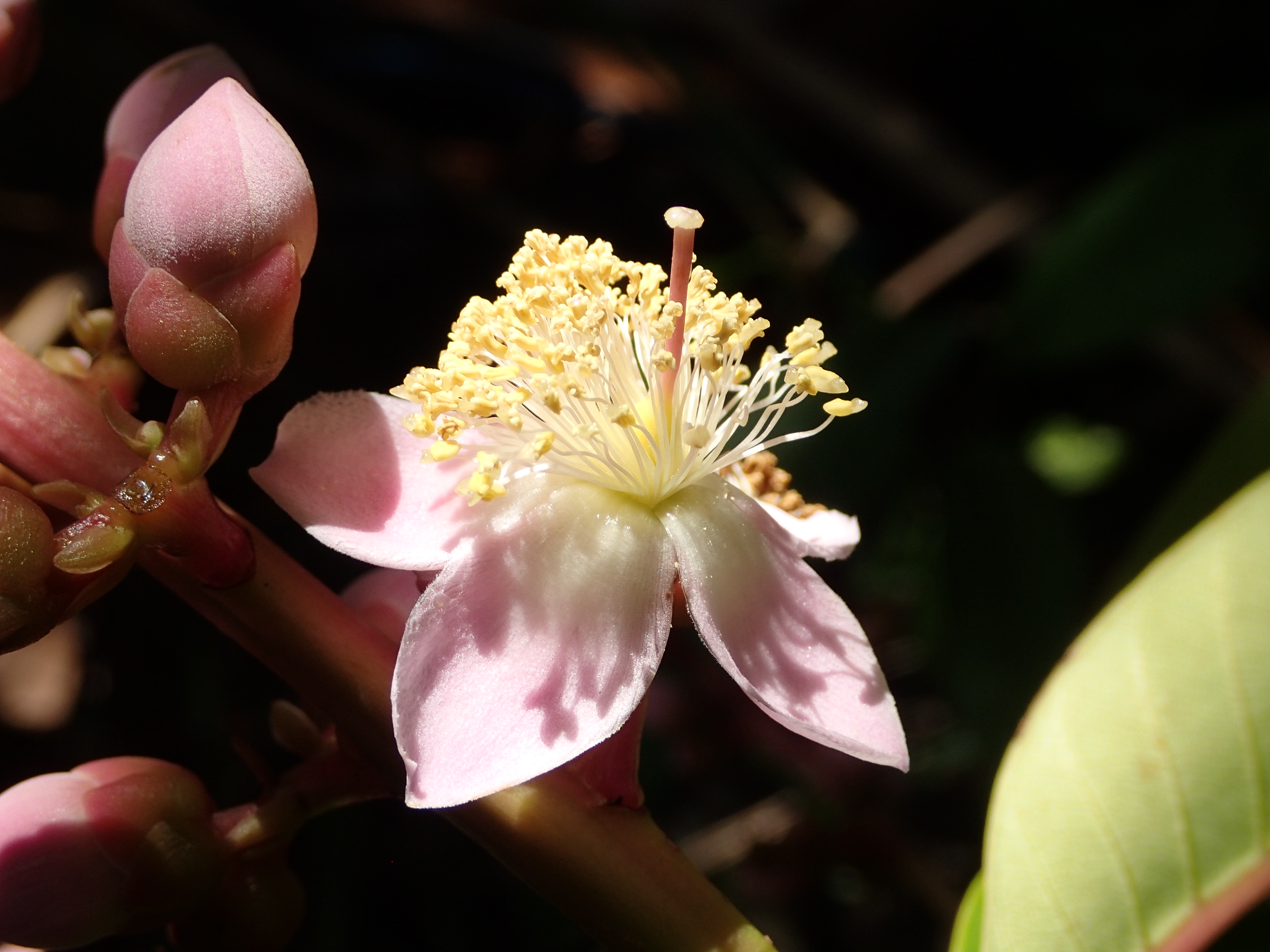
Fleur de Mahurea palustrisi.